# کایلا برمنر
کایلا برمنر (انگلیسی: Kyla Bremner؛ زادهٔ) کشتی‌گیر اهل استرالیا است.